# Vad ska en fattig flicka göra?

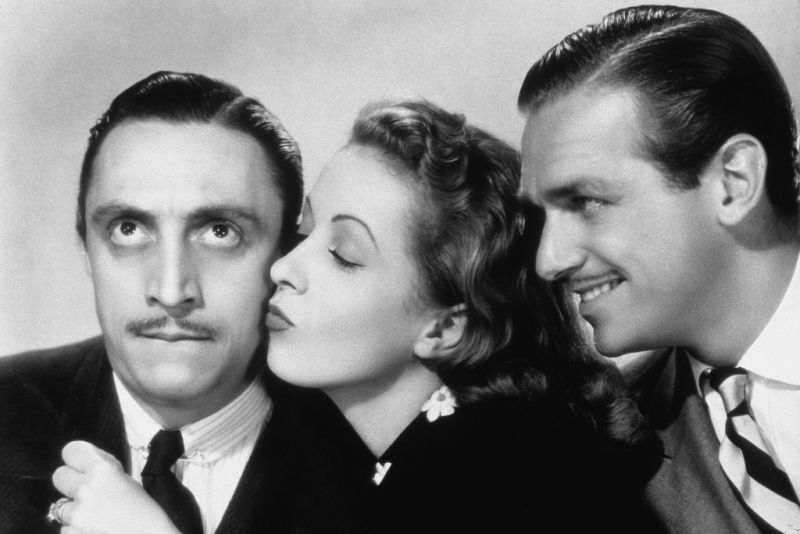
Mischa Auer, Danielle Darrieux och Douglas Fairbanks Jr.

Vad ska en fattig flicka göra? är en amerikansk film från 1938 i regi av Henry Koster. Filmens huvudrollsinnehavare Danielle Darrieux arbetade främst i sitt hemland Frankrike, men skrev kontrakt för denna Hollywoodfilm, bara för att sedan direkt återvända till Frankrike igen.

## Handling
Nicole ligger efter med hyran, och inget jobb finns i sikte. Med hjälp av sin vän Gloria och chefskyparen Mike bestämmer hon sig för att försöka få den förmögne Bill Duncan intresserad av henne. Duncans vän Jim Trevor genomskådar dock planen.

## Om filmen
Vad ska en fattig flicka göra? har visats i SVT, bland annat 1997, 2000, i november 2018 och i november 2020.

## Rollista
- Danielle Darrieux – Nicole de Cortillion
- Douglas Fairbanks Jr. – Jim Trevor
- Mischa Auer – Mike
- Louis Hayward – Bill Duncan
- Helen Broderick – Gloria Patterson
- Charles Coleman – Rigley
- Samuel S. Hinds – William Duncan Sr.
- Nella Walker – Mrs. Duncan
- Harry Davenport – Pop